# Hyangyak
En la historia de Corea, se denomina Hyangyak a un contrato que permitía un cierto nivel de gobierno local.
Durante el gobierno de Jungjong (1506–1544), este sistema se aplicaba mediante funcionarios locales. Los detalles concretos eran publicados y funcionaban como una ley común informal. El hyangyak pasó a ser la base de la ley social de Corea y la forma de articular su gobierno local.
Fue una pieza fundamental en la administración Joseon. Los yangban, (eruditos) locales ganaron importancia dado que la implementación del sistema abrió las puertas a escuelas y santuarion y los a la administración local.